# Randal Kleiser
Randal Kleiser (* 20. Juli 1946 in Philadelphia, Pennsylvania) ist ein US-amerikanischer Filmregisseur, Schauspieler und Filmproduzent. Sein berühmtester Film ist das Musical Grease (1978).

## Leben
Auf dem College teilte er sich an der University of Southern California ein Zimmer mit George Lucas und hatte einen Auftritt in dessen Film Freiheit aus dem Jahr 1966. Seine Abschlussarbeit an der Universität war der Kurzfilm Peege, in dem eine Familie eine ältere Verwandte in einem Seniorenheim besucht. Der kleine Film fand in Fachkreisen Anerkennung und wurde später in das National Film Registry aufgenommen. In den 1970er-Jahren arbeitete er beim Fernsehen, wo er unter anderem Folgen der Serien Dr. med. Marcus Welby, Eine amerikanische Familie und Starsky & Hutch inszenierte. Sein erster Fernsehfilm war 1976 The Boy in the Plastic Bubble mit John Travolta in der Hauptrolle.
Kleisers wohl erfolgreichster Film ist das Musical Grease aus dem Jahr 1978, der zugleich seinen ersten Kinofilm in Spielfilmlänge darstellte. Der an einer Highschool im Jahr 1958 unter Jugendgangs spielende Film mit Travolta und Olivia Newton-John brachte Kleiser sowohl einen weltweiten Erfolg an den Kinokassen als auch großes Kritikerlob ein. Zwei Jahre später inszenierte er Die blaue Lagune, der für das amerikanische Mainstream-Kino eine außergewöhnlich starke Nacktheit seiner beiden jungen Hauptdarsteller aufwies. Auch Die blaue Lagune war sehr erfolgreich, wenngleich viele Kritiker über die Handlung spotteten. Er drehte auch in der Folge vor allem Filme, die sich an ein junges Publikum richteten und auf der Höhe der Popkultur waren: beispielsweise Summer Lovers (1982) mit Peter Gallagher und Daryl Hannah als urlaubendem Paar in Griechenland oder die Komödie Speedway Trio (1984) mit Patrick Swayze und Jamie Lee Curtis.
Für Disney inszenierte er die Science-Fiction-Familienfilme Der Flug des Navigators (1986) und Liebling, jetzt haben wir ein Riesenbaby (1992), bei ersterem Streifen kam das Verfahren des digitalen Morphings erstmals bei einem Spielfilm zum Einsatz. 1991 drehte er Wolfsblut, die Verfilmung von Jack Londons gleichnamigem Roman mit Klaus Maria Brandauer und Ethan Hawke. Ein eher persönliches Anliegen für den offen homosexuell lebenden Kleiser war ihm sein Filmdrama It's My Party (1996), in dem ein AIDS-Kranker vor seinem geplanten Suizid Familie und Freunde zu einer letzten Party einlädt. Nach eigenen Angaben sind die Zeit und ihr Verändern von menschlichen Beziehungen Themen, die ihn interessieren und daher wiederkehrend in seinen Filmen vertreten sind. Seine späteren Regiearbeiten wie Lovewrecked – Liebe über Bord (2005) oder Red Riding Hood – Rotkäppchen kehrt zurück (2006) fielen oft bei Kritikern durch oder waren an den Kinokassen nur noch mäßig erfolgreich.
Kleisers Filmografie umfasst auch einige kleine Auftritte als Schauspieler, unter anderem 2001 in Circuit und Susan's Plan aus dem Jahre 1998. Zudem ist er als Produzent tätig, vornehmlich für seine eigenen Filme. 1991 produzierte er den Film Rückkehr zur blauen Lagune, die Fortsetzung eines seiner eigenen Filme. Inzwischen hat sich Kleiser aus dem Hollywood-Geschäft weitgehend zurückgezogen und arbeitet an kleineren Filmprojekten avantgardistischer und experimenteller Natur.
Kleisers Bruder, Jeffrey Kleiser, ist als Spezialeffekt-Experte in der Filmbranche tätig, u. a. für X-Men: Der letzte Widerstand.

## Filmografie (Auswahl)
Als Regisseur
- 1964: Orgy Beach Party (Kurzfilm, auch Drehbuchautor)
- 1973: Peege (Kurzfilm, auch Drehbuchautor)
- 1976: The Boy in the Plastic Bubble (Fernsehfilm)
- 1977: Letzte Weihnacht (The Gathering, Fernsehfilm)
- 1978: Grease
- 1980: Die blaue Lagune (The Blue Lagoon)
- 1982: Summer Lovers (auch Drehbuchautor)
- 1984: Speedway Trio (Grandview, U.S.A.)
- 1986: Der Flug des Navigators (Flight of the Navigator)
- 1988: Manege frei für Pee Wee (Big Top Pee-wee)
- 1989: Das verflixte erste Mal (Getting It Right)
- 1991: Wolfsblut (White Fang)
- 1992: Liebling, jetzt haben wir ein Riesenbaby (Honey I Blew Up the Kid)
- 1996: It’s My Party (auch Produzent und Drehbuchautor)
- 1998: Shadow of Doubt – Schatten eines Zweifels (Shadow of Doubt)
- 2005: Lovewrecked – Liebe über Bord (Lovewrecked)
- 2006: Red Riding Hood – Rotkäppchen kehrt zurück (Red Riding Hood)
- 2019: Defrost: The Virtual Series (Fernsehfilm)

Als Schauspieler
- 1966: Freiheit (Kurzfilm)
- 1981: Reich und berühmt (Rich and Famous)
- 1987: Manege frei für Pee Wee (Big Top Pee Wee)
- 1999: Verrückt in Alabama (Crazy in Alabama)
- 2001: Circuit

Als Drehbuchautor
- 1976: Abrechnung in San Franzisko (Gli esecutori)

## Auszeichnungen
- 1978 wurde Kleiser für seinen TV-Film The Gathering für einen Emmy in der Kategorie Outstanding Directing in a Special Program - Drama or Comedy nominiert.
- 1987 erhielt er eine Nominierung für den Saturn Award für den Film Der Flug des Navigators.
- 1993 wurde Kleiser erneut für den Saturn Award nominiert, dieses Mal für Liebling, jetzt haben wir ein Riesenbaby.